# Tetramesa
Tetramesa är ett släkte av steklar som beskrevs av Walker 1848. Tetramesa ingår i familjen kragglanssteklar.

## Dottertaxa tillTetramesa, i alfabetisk ordning[1][2]
- Tetramesa aciculata
- Tetramesa adrianae
- Tetramesa aequalis
- Tetramesa affinis
- Tetramesa agropyrocola
- Tetramesa agrostidis
- Tetramesa ainsliei
- Tetramesa airae
- Tetramesa albomaculatum
- Tetramesa anatolica
- Tetramesa aneurolepidii
- Tetramesa angelonini
- Tetramesa angustatum
- Tetramesa angustipenne
- Tetramesa angustula
- Tetramesa antica
- Tetramesa aristidae
- Tetramesa aurae
- Tetramesa australiensis
- Tetramesa bambusae
- Tetramesa beckmanniae
- Tetramesa brachypodii
- Tetramesa brevicollis
- Tetramesa brevicornis
- Tetramesa brevipennis
- Tetramesa brevis
- Tetramesa breviventris
- Tetramesa brischkei
- Tetramesa bromicola
- Tetramesa buccata
- Tetramesa calamagrostidis
- Tetramesa calicutensis
- Tetramesa californicum
- Tetramesa captivum
- Tetramesa cinnae
- Tetramesa comatae
- Tetramesa cornuta
- Tetramesa crassicornis
- Tetramesa cylindrica
- Tetramesa dakota
- Tetramesa dalhousiae
- Tetramesa danthoniae
- Tetramesa decaryi
- Tetramesa deccanensis
- Tetramesa dispar
- Tetramesa distincta
- Tetramesa elongata
- Tetramesa elymi
- Tetramesa elymicola
- Tetramesa eremita
- Tetramesa eximia
- Tetramesa festucae
- Tetramesa flavicornis
- Tetramesa flavicoxa
- Tetramesa foersteri
- Tetramesa fulvicollis
- Tetramesa fumipennis
- Tetramesa funeralis
- Tetramesa gahani
- Tetramesa gibsoni
- Tetramesa gigantochloae
- Tetramesa gillettei
- Tetramesa giraudi
- Tetramesa hageni
- Tetramesa hesperum
- Tetramesa holci
- Tetramesa hordei
- Tetramesa hyalipennis
- Tetramesa inaequalis
- Tetramesa jonesi
- Tetramesa juncea
- Tetramesa kazachstanica
- Tetramesa kingi
- Tetramesa koebelei
- Tetramesa laevigata
- Tetramesa laothoe
- Tetramesa lativentris
- Tetramesa leucospae
- Tetramesa leymi
- Tetramesa linearis
- Tetramesa lolii
- Tetramesa longicornis
- Tetramesa longipetiolatum
- Tetramesa longula
- Tetramesa maculata
- Tetramesa maderae
- Tetramesa maritima
- Tetramesa minor
- Tetramesa minuendum
- Tetramesa montanum
- Tetramesa motschulskyi
- Tetramesa narendrani
- Tetramesa nebulosa
- Tetramesa neocaptivum
- Tetramesa nepe
- Tetramesa nigricornis
- Tetramesa novalis
- Tetramesa obscurata
- Tetramesa occidentale
- Tetramesa oregon
- Tetramesa paluda
- Tetramesa panici
- Tetramesa peethavarna
- Tetramesa persica
- Tetramesa petiolata
- Tetramesa phleicola
- Tetramesa poacola
- Tetramesa poae
- Tetramesa poosi
- Tetramesa puccinellae
- Tetramesa punctata
- Tetramesa pusilla
- Tetramesa riparia
- Tetramesa robusta
- Tetramesa romana
- Tetramesa rossica
- Tetramesa rufipes
- Tetramesa samarica
- Tetramesa sativi
- Tetramesa scheppigi
- Tetramesa schlechtendali
- Tetramesa schmidti
- Tetramesa secale
- Tetramesa stipae
- Tetramesa stipicola
- Tetramesa stipiphagum
- Tetramesa stipiphilum
- Tetramesa subfumata
- Tetramesa swezeyi
- Tetramesa szelenyii
- Tetramesa tananarivensis
- Tetramesa tenuicornis
- Tetramesa testacea
- Tetramesa tobiasi
- Tetramesa townesi
- Tetramesa tritici
- Tetramesa ukrainica
- Tetramesa utahense
- Tetramesa vacillans
- Tetramesa vadana
- Tetramesa vaginicolum
- Tetramesa websteri
- Tetramesa ventricosa
- Tetramesa zerovae